# Coupe d'Irlande du Nord de football 2020-2021
Navigation
Édition précédente Édition suivante
La coupe d'Irlande du Nord de football 2020-2021 est la 141e édition de cette compétition. Elle commence le 27 avril 2021 pour se terminer le 21 mai 2021 par la finale disputée à Mourneview Park à Lurgan. La compétition est sponsorisée par Sadler's Peaky Blinder.
Cette compétition est totalement bouleversée par la pandémie de Covid-19. Depuis mars 2020 les seuls clubs à avoir disputé une rencontre de football sont les clubs de première division. Tous les autres sont à l’arrêt complet. Seules vingt-six équipes participent donc à l'épreuve dont le format est réduit à cinq tours sur une durée totale d'un peu plus d'un mois.
Le Linfield FC remporte la compétition, battant le Larne FC en finale sur le score de 2 buts à 1.

## Organisation
Depuis mars 2020, le football nord-irlandais est à l'arrêt. Seules les équipes participant à la première division ont pu avoir le droit de s'entrainer et de disputer des rencontres. Toutes les autres, de la deuxième division nationale qui est semi-professionnel aux championnats amateurs ont alterné courtes périodes d'entrainement et longues périodes d'arrêt total. Aucune n'a pu disputer le moindre match depuis une année.
l'IFA décide ainsi de réduire la formule de la compétition en n'invitant que 32 équipes, les clubs professionnels de première division, les clubs semi-professionnels de deuxième division et huit équipes amateures, les quatre qualifiées pour la Coupe d'Irlande du Nord Intermédiate de la saison précédente plus les quatre meilleures équipes de troisième division de la saison précédente.
La compétition devait originellement débuter en janvier 2021.
Mais la recrudescence de la pandémie oblige les organisateurs à repousser  le lancement de la Coupe. En effet seules les équipes ayant le statut d'« élite » ont alors le droit de se rencontrer quand le pays est sous confinement. La date du premier tour est alors repoussée à avril 2021.
Peu avant les premiers matchs, 6 équipes de deuxième division décident de déclarer forfait, ne jugeant pas raisonnable de disputer des matchs sans aucune préparation et sans avoir disputé une rencontre, fusse amicale depuis mars 2020. C'est donc avec 26 équipes que la coupe est lancée le 27 avril 2021.
| Tour             | Date          | Nombre de matchs | Clubs   |
| ---------------- | ------------- | ---------------- | ------- |
| Premier tour     | 27 avril 2021 | 10               | 26 → 16 |
| Second tour      | 8 mai 2021    | 8                | 16 → 8  |
| Quarts de finale | 11 mai 2021   | 4                | 8 → 4   |
| Demi-finales     | 18 mai 2021   | 2                | 4 → 2   |
| Finale           | 21 mai 2021   | 1                | 2 → 1   |

## Premier tour
Les matchs sont programmés le samedi 27 avril 2021. Toutes les équipes disputant la troisième division et en dessous participent à ce tour. 27 équipes sont exemptes par tirage au sort.
| Club recevant                | Score            | Club visiteur                  | Date     |
| ---------------------------- | ---------------- | ------------------------------ | -------- |
| Ards FC (D2)                 | forfait          | Dollingstown FC (D3)           |          |
| Glentoran FC                 | forfait          | Dundela FC (D2)                |          |
| Harland & Wolff Welders (D2) | forfait          | St James' Swifts FC (amateurs) |          |
| Institute FC (D2)            | forfait          | PSNI FC (D2)                   |          |
| Larne FC                     | forfait          | Newry City AFC (D2)            |          |
| Queen's University AFC (D2)  | forfait          | Bangor FC (D3)                 |          |
|                              |                  |                                |          |
| Ballymena United             | 4-1              | Portadown FC                   | 27 avril |
| Carrick Rangers              | 3-0              | Belfast Celtic FC (am.)        | 27 avril |
| Cliftonville FC              | 5-1              | Portstewart FC (D3)            | 27 avril |
| Coleraine FC                 | 0-1              | Crusaders FC                   | 27 avril |
| Glenavon FC                  | 1-2              | Dungannon Swifts               | 27 avril |
| Linfield FC                  | 2-0              | Annagh United (D2)             | 27 avril |
| Warrenpoint Town             | 2-1              | Ballyclare Comrades            | 27 avril |
| Ballinamallard United (D2)   | 2-2 t. a. b. 8-9 | Dergview FC (D2)               | 1er mai  |
| Knockbreda FC (D2)           | 2-1              | Newington FC (D3)              | 1er mai  |
| Loughgall FC (D2)            | 1-1 t. a. b. 3-2 | Banbridge Town                 | 1er mai  |

## Deuxième tour
| Club recevant      | Score            | Club visiteur                  | Date  |
| ------------------ | ---------------- | ------------------------------ | ----- |
| Ballymena United   | 5-0              | PSNI FC (D2)                   | 8 mai |
| Carrick Rangers    | 2-2 t. a. b. 3-1 | Bangor FC                      | 8 mai |
| Dergview FC (D2)   | 2-0              | St James' Swifts FC (amateurs) | 8 mai |
| Glentoran FC       | 1-0              | Cliftonville FC                | 8 mai |
| Knockbreda FC (D2) | 0-5              | Crusaders FC                   | 8 mai |
| Larne FC           | 8-1              | Dollingstown FC (D3)           | 8 mai |
| Linfield FC        | 5-2              | Dungannon Swifts               | 8 mai |
| Loughgall FC (D2)  | 1-0              | Warrenpoint Town               | 8 mai |

## Quarts de finale
| Club recevant    | Score | Club visiteur    | Date   |
| ---------------- | ----- | ---------------- | ------ |
| Ballymena United | 5-0   | Dergview FC (D2) | 11 mai |
| Glentoran FC     | 0-1   | Crusaders FC     | 11 mai |
| Larne FC         | 2-1   | Carrick Rangers  | 11 mai |
| Loughgall FC     | 1-3   | Linfield FC      | 11 mai |

## Demi-finales
| Demi-finale 1     | Larne FC        | 1-1 | Crusaders FC | Mourneview Park |  |
| 18 mai 2021 16:00 |                 | (–) |              |                 |  |
| 18 mai 2021 16:00 | Tirs au but 6-5 |     |              |                 |  |

| Demi-finale 2     | Ballymena United | 0-3 | Linfield FC | Mourneview Park |  |
| 18 mai 2021 20:00 |                  | (–) |             |                 |  |

## Finale
| Finale            | Larne FC     | 1 – 2   | Linfield FC            | Mourneview Park     |                     |
| 21 mai 2021 19:45 | Hughes 90+1e | (0 – 2) | 5e Lavery · 32e Cooper | Spectateurs : 1 000 | Spectateurs : 1 000 |